# Виваро-альпийский диалект
Виваро-альпи́йский диале́кт (также виваральпийский, провансо-альпийский, альпийско-окситанский, альпийский дофине; фр. vivaro-alpin, vivaroalpin, provençal alpin; самоназвание — vivaroaupenc) — один из диалектов окситанского языка, распространённый в юго-восточной части Франции (главным образом на территории исторических областей Дофине и Виваре) и в Италии (в западных и юго-западных районах Пьемонта, а также в селении Гуардия-Пьемонтезе в Калабрии). Наряду с лимузенским (лимузинским) и овернским входит в северноокситанскую группу диалектов. В альпийских и предальпийских районах виваро-альпийские говоры называют gavot «гаво».
Говоры виваро-альпийского диалекта (как и говоры всех остальных окситанских диалектов) на территории Франции активно вытесняются французским языком из всех сфер употребления и ограничиваются лишь устным бытовым общением, число носителей говоров постоянно сокращается. В «Атласе языков мира, находящихся под угрозой исчезновения» организации UNESCO виваро-альпийский диалект отмечен как неблагополучный, а один из его говоров в Калабрии — гардиол (фр. gardiol) — отнесён к исчезающим.

Среди носителей виваро-альпийского диалекта почти нет монолингвов, во Франции диалект существует в отношении диглоссии с французским языком, окситаноязычное население Италии говорит помимо виваро-альпийского диалекта также на итальянском литературном языке и пьемонтском койне.

## Общие сведения
Область распространения виваро-альпийского диалекта во Франции включает окситанскую (южную) часть исторической области Дофине, северную часть области Виваре, восточные районы области Веле, а также южные районы Западных Альп. По современному административному делению Франции эти территории составляют южную часть административного региона Рона-Альпы (департаменты Ардеш, Дром и южные районы департамента Изер) и северную часть региона Прованс-Альпы-Лазурный Берег (департамент Верхние Альпы, северные районы департамента Альпы Верхнего Прованса и северо-восточные районы департамента Приморские Альпы).
В Италии говоры виваро-альпийского диалекта распространены в пьемонтской части Западных Альп: в долинах Валь Кизоне, Валь Джерманаска, Валь Пелличе и в горных районах Валь де Суза (провинция Турин); в долинах Валле Стура, Валь По, Валь Вараита, Валь Верменанья и т. д. (провинция Кунео); исключение составляют селение Брига-Альта в провинции Кунео и селение Оливетта-Сан-Микеле в провинции Империа в Лигурии, где говорят на провансальском диалекте. Долины Валь Джерманаска и Валь Пелличе нередко называют «долинами вальденсов» (фр. Vallées Vaudoises, итал. Valli Valdesi), поскольку в эпоху средневековья туда из южной Франции переселялись спасавшиеся от преследований вальденсы — последователи одного из религиозных движений протестантизма. Кроме того носители виваро-альпийского говора гардиол населяют коммуну Гуардия-Пьемонтезе в провинции Козенца южноитальянского региона Калабрия. Всего в Италии на окситанском языке по разным данным говорит от около 100 тыс. до около 200 тыс. человек (подавляющее большинство из них — носители виваро-альпийского диалекта), из них говором гардиол владеет 340 человек (2007).
Потомки переселенцев из альпийских долин Северной Италии — вальденсов — также жили в Южной Германии, в земле Вюртемберг. До Второй мировой войны виваро-альпийские говоры ещё сохранялись в нескольких селениях, к настоящему времени они почти полностью вышли из употребления.
Основной ареал виваро-альпийского диалекта размещён в северо-восточной части окситанского языкового ареала.
На севере с виваро-альпийским диалектом граничат диалекты франко-провансальского языка. С востока к виваро-альпийскому примыкает ареал пьемонтского языка — чёткой границы между этими ареалами нет, в говорах переходной зоны сочетаются как окситанские, так и пьемонтские языковые черты. На юге виваро-альпийский диалект граничит с южноокситанским провансальским диалектом, на юго-западе — с южноокситанским лангедокским диалектом, на западе — с северноокситанским овернским диалектом.
Основные языковые особенности виваро-альпийского диалекта, отличающие его от других окситанских диалектов, сложились в эпоху феодализма — многие изоглоссы, выделяющие виваро-альпийский ареал, так или иначе связаны с границами средневековых государств юго-восточной Франции.

## Особенности диалекта
Для говоров виваро-альпийского диалекта характерно большинство языковых особенностей, объединяющих их с остальными северноокситанскими диалектами, к данным особенностям относятся такие, как палатализация G и C перед гласной A (с появлением аффрикат [t͡ʃ] / [t͡s] и [d͡ʒ] / [d͡z]); вокализация конечного L: nadau «рождество» (лат. NATALE); наличие губно-зубной согласной фонемы /v/ и т. д.
Помимо общесеверноокситанских языковых черт виваро-альпийским говорам присущи собственные местные языковые черты:
1. Сохранение в глаголах безударной [o]: canto «я пою».
2. Переход интервокального /l/ перед губными согласными в /r/: balma [barma] «грот».
3. Сохранение в произношении [r] в исходе инфинитива и т. д.